# Saludo civil a la bandera nacional
El saludo civil a la bandera nacional es un saludo usado principalmente en México, con presencia histórica más reducida en otros países latinoamericanos. El saludo es un gesto mediante el cual la mano derecha se coloca sobre el corazón, con la palma hacia abajo.

## Normativa

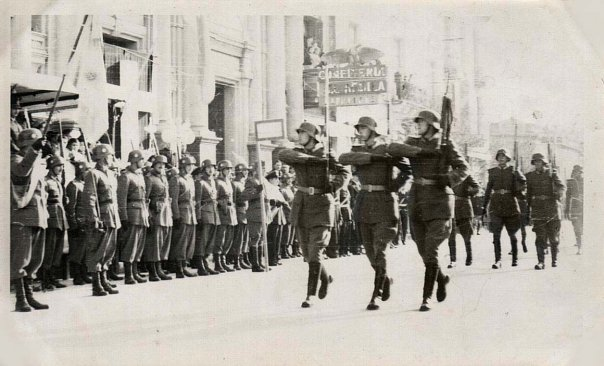
Soldados argentinos efectuando el saludo.

El saludo goza de carácter oficial en México dentro del marco de la Ley sobre el Escudo, la Bandera y el Himno Nacional dónde es descrito en los siguientes términos:

ARTÍCULO 14.- El saludo civil a la Bandera Nacional se hará en posición de firme, colocando la mano derecha extendida sobre el pecho, con la palma hacia abajo, a la altura del corazón. Los varones saludarán, además con la cabeza descubierta. El Presidente de la República, como Jefe Supremo de las fuerzas armadas, la saludará militarmente.

## Saludo zogista
En Albania el saludo es usado bajo el nombre de saludo zogista. El gesto fue instituido como un saludo por el rey Zog I de Albania. Fue ampliamente utilizado por la fuerza de policía personal de Zog y fue adoptado más adelante por el ejército real albanés.
Leo Freundlich, al encontrarse con el saludo nazi "Heil Hitler", solía responder sarcásticamente con un saludo de "Heil Zogu". La confusión que esto creó entre los diplomáticos alemanes, que creía que era un saludo albanés estándar, le causó bastante gracia.
El saludo sigue siendo popular entre los partidarios modernos de Zog, los monárquicos albaneses en general, y los nacionalistas albaneses del Balli Kombëtar. Bajo el gobierno comunista de la posguerra de Enver Hoxha, el saludo zogista fue utilizado por disidentes como declaración anti-régimen.